# Don Felder
Donald William "Don" Felder (Gainesville, Florida, 1947. szeptember 21. – ) amerikai zenész és dalszerző, az Eagles együttes gitárosa 1974-től 2001-ig. Az Eagles tagjaként 1998-ban bekerült a Rock and Roll Hall of Fame-be.

## Korai évek
Először akkor kezdett vonzódni a zenéhez, amikor Elvis Presley-t látta a The Ed Sullivan Show tv-műsorban. Tíz éves korában szerezte meg az első gitárját, amit egy maréknyi „cherry bomb“ petárdáért cserélt egy barátjával. Autodidakta zenész, akit erősen befolyásolt a rock and roll. Tizenöt éves korában alapította első zenekarát, The Continentals néven, amelyben Stephen Stills is szerepelt.

## Első zenekarai
Akkoriban találkozott Bernie Leadonnal, aki később az Eagles egyik alapító tagja lett. Leadon vette át Stills helyét a The Continentals-ban, amely később nevét Maundy Quintetre változtatta. Felder és Leadon ugyanabba az iskolába, a Gainesville High School-ba jártak. Az iskola 1967-es évkönyvében a Maundy Quintet egy másik diák és együttese, Tom Petty és az Epics mellett látható. Felder körülbelül 18 hónapig adott gitár leckéket Pettynek egy helyi zeneboltban, ahol ő pedig Duane Allman-tól tanult meg slide gitárt játszani. A Maundy Quintet 1967-ben rögzített és kiadott egy kislemezt a Paris Tower tampai lemezkiadónál, a felvétel melyet észak-közép Floridában sugároztak.
Amikor a The Maundy Quintet felbomlott, Felder New Yorkba ment a Flow nevű zenekarral, amely 1970-ben kiadott egy azonos nevű, improvizációs rockfúziós albumot. Az 1970-es Flow album az elsők között volt, ami a Creed Taylor ismert jazz-producer által alapított új, független CTI Records kiadó gondozásában jelent meg. New York-i tartózkodása alatt Felder sokat javított gitárimprovizációs technikáján és különböző stílusokat tanult meg.
Miután a Flow felbomlott, Felder Bostonba költözött, ahol egy hangfelvételi stúdióban dolgozott. Ott, a Leadon-nal való barátságán keresztül, 1972-ben találkozott az Eagles többi tagjával, akik az első turnéjukon voltak. 1973-ban Los Angelesbe költözött, ahol részt vett David Blue turnéján, David Lindleyt helyettesítve aki ezalatt Crosby & Nash-sel turnézott. Segített Blue-nak egy turné előkészítésében, amely tartalmazott néhány Crosby és Nash előadást valamint Neil Young műsorát a Roxy Theatre megnyitásakor. Felder ismét helyettesítette Lindleyt, ezúttal Crosby & Nash zenekarában, amikor Lindley megbetegedett. Időnként már zenélt az Eagles-szel is a próbáik alatt. 1974-ben közreműködött Michael Dinner, The Great Pretender című albumán.

## Eagles
1974 január elején az Eagles felkérte Felder-t, hogy slide-gitárt játsszon a Good Day in Hell és az Already Gone című dalukhoz. Már a következő napon meghívták, hogy csatlakozzon a zenekarhoz. A zenekar a kezdeti country rock stílusától a rock irányába haladt. Az Eagles negyedik albumán, One of These Nights, Felder énekelte a "Visions" dalt (az egyetlen dal amiben ő a szólóénekes), amit együtt írtak Don Henley-vel, és ő hangszerelte a címadó dal jellegzetes gitár szólóját és basszus hangzását. Az alapító tag Bernie Leadon 1975-ös kilépése után Joe Walsh csatlakozott a zenekarhoz. Felder időnként muzsikált vele, mielőtt még Walsh csatlakozott volna az Eagles-hez. Kettős gitár szólójaiknak köszönhetően egyike lesznek a rockzene legemlékezetesebb előadói duettjeinek.
Az első album, amelyet az Eagles az új felállás után adott ki, a Hotel California volt, amely hatalmas nemzetközi siker lett. Felder 16-17 hangsávval járult hozzá, amely a "Victim of Love" és a "Hotel California" dalt eredményezte. Az album címadó dala lesz a zenekar valaha is legsikeresebb felvétele. A Hotel California kiadása és az azt követő turné után az Eagles óriási kényszert érzett, hogy megismételje ezt a sikert. A következő albumuk, az 1979-es The Long Run, megjelenéséig majdnem két év telt el. A zenekar 1980-ban felbomlott.

### A nagy szünet
Az Eagles 1980-as felbomlását követően Felder többet foglalkozott családjával, de egyéni karrierje is kiterjedt, főleg a filmzenekészítésre és a stúdiózenészségre összpontosítva. Közreműködött a Bee Gees 1981-es Living Eyes albumán. A Bee Gees producerével Albhy Galuten-nel való kapcsolata révén olyan művészek felvételein vett részt, mint Diana Ross, Barbra Streisand és Andy Gibb. Szintén közreműködött Stevie Nicks első két szólóalbumán.
Filmzenei tevékenysége közül említésre méltó két dala az 1981-es Heavy Metal című animációs filmben, a "Heavy Metal (Takin 'a Ride)" című amelyben Don Henley és Timothy B. Schmit és az "All of You", amelyben a Jefferson Starship énekesnője Mickey Thomas énekelnek háttérvokált valamint a "Wild Life" című dal a Páros csillag (The Sluggers Wife) filmben. Ő írta az 1985-ös Titkos imádó (Secret Admirer) romantikus komédiában hallható "She's Got a Part of Me" című dalt.
Felder televíziós tevékenysége közé tartozik az 1985-től 1986-ig tartó FTV zenés komédia műsor, amelyiknek ő volt a házigazdája és a Galaxy High 1986-os CBS rajzfilmsorozat, amelynek ő szerezte és adta elő az összes betétdalát, beleértve a sorozat fülbemászó főcímdalát.
1983-ban jelent meg első szólóalbuma, Airborne címmel. Az album dalai közül csak egyből készült kislemez, a "Never Surrender", melyet Kenny Loggins-szal közösen írtak. Elég sikeres volt és szerepelt a népszerű Fast Times at Ridgemont High tini komédiának a zenéjében. Közel három évtizeddel később, 2012 október 9-én adta ki második szólóalbumát, a Road to Forever címmel, amelyik tartalmazta a "Fall of the Grace of Love" dalt amiben a Crosby, Stills & Nash háttérvokált énekelt.

### A zenekar újraegyesülése
A Common Thread: The Songs of the Eagles tisztelet album sikerétől sarkalva az Eagles (beleértve a Feldert) 14 évvel később újra összeállt az MTV-én sugárzott koncertre. Ez 1994-ben egy új albumot eredményezett, a Hell Freezes Over címmel. Az élő MTV előadásért a zenekar a "Hotel California" dalát akusztikus verzióvá alakították át és a műsor a szám Felder új, flamenco stílusú introjával indult.
Felder előadta (a zenekar jelenlegi és egykori tagjaival) a "Take It Easy" és a "Hotel California" című dalokat 1998-ban New Yorkban, a Rock and Roll Hall of Fame-be való beválasztásuk alkalmával. 2001-ig az Eagles tagjaként folytatta tevékenységét.

### A zenekar megszűnése és perek az Eagles ellen
2001. február 6-án Feldert kirúgták az Eagles-ból. Válaszként jogsértő felmondásért, szerződésszegésért és a bizalmi kötelezettség megsértéséért két pert indított és állítólag 50 millió dolláros kártérítést követelt. Felder azt állította, hogy az 1994-es Hell Freezes Over turné után Henley és Frey ragaszkodtak ahhoz, hogy mindketten nagyobb arányban részesüljenek a zenekar nyereségéből", miközben a pénzt előzőleg öt egyenlő részre osztották. Azzal is vádolta őket, hogy kényszerítették arra, hogy aláírja azt a megállapodást, amely szerint Henley és Frey háromszor többet kapnak a Selected Works: 1972–1999 lemez bevételéből mint Felder. Ez a 2000 novemberében kiadott boxkészlet kb. 267 000 példányt adott el, és több mint 16 millió dollárt jövedelmet hozott.
Henley és Frey erre ellenpert indítottak, miszerint Felder szerződésszegést követett el mivel írt és megpróbálta eladni a jogokat egy "mindent kiteregető" könyvnek. "Heaven and Hell: My Life in the Eagles (1974-2001)" 2007. november 1-jén adták ki az Egyesült Királyságban. Az amerikai kiadást 2008. április 28-án John Wiley & Sons publikálta, és Felder egy könyvterjesztő kampányba kezdett.
2002. január 23-án a Los Angeles-i Megyei Bíróság összevonta a két pert és 2007. május 8-án az ügyet lezárták mivel felek megegyeztek. A megegyezés ellenére Felder azóta újabb pert indított az Eagles ellen.

## Az Eagles után
Egy 2008-as interjúban Howard Stern-nel Felder megerősítette, hogy továbbra is barátok maradnak az Eagles korábbi tagjaival Bernie Leadon-nal és Randy Meisner-rel. Amikor megkérdezték, hogy van-e még kapcsolata Frey-jel vagy Henley-vel kijelentette, hogy választ csak azok ügyvédeitől kap.
Amikor az Eagles úgy csinálta, hogy a History of the Eagles Tour koncertsorozat első előadása egybeessen a The Eagles története kétrészes dokumentumfilm bemutatójával, Felder bírálta ennek hiányosságát. Nem is vett részt a turnén.
Feldernek jelenleg saját zenekara van. 2014-ben együtt turnéztak és nyitózenekar volt a Styx és Foreigner rock együtteseknek. 2016-2017-ben nyitózenekar volt a Grand Funk Railroad turnéján.

## Önéletrajza
Felder önéletrajza, Heaven and Hell: My Life in the Eagles (1974-2001), 2008 elején jelent meg. Ebben elmondja életének történetét, leírja kapcsolatát Glenn Frey-jel és Don Henley-vel és a saját verzióját a zenekar 2001-ben történt elhagyásáról. 2008. április 27-én Jim Farbernek adott, a "New York Daily News"-ban közölt interjúban Felder azt mondta, "a könyv célja nem az volt, hogy egyeseket nyilvánosság elé hurcoljak. A lényeg az volt, hogy elmondjam a saját sztorimat."

## Glenn Frey halála
2016-ban, Frey halála után, Felder elmondta az Associated Pressnek, hogy "hihetetlen bánatot érzett" amikor Frey haláláról értesült. "Mindig reménykedtem, hogy valamikor ő és én együtt vacsorázunk, a régi időkről beszélgetünk, és kézfogással és öleléssel lezárjuk az ügyet."

## Felszerelése
Felder köztudottan Gibson Les Paul és Gibson EDS-1275 elektromos gitárt használt a fellépésein. Ez arra késztette a Gibson Guitar Corporation céget, hogy 2010-ben két új kiadást nevezzen el róla: a "Don Felder Hotel California 1959 Les Paul" és a "Don Felder Hotel California EDS-1275". Felder maga is egy lelkes gitárgyűjtő, aki gyermekkora óta közel 300 modellt gyűjtött össze.

## Diszkográfia
Eagles albumok:
- On the Border (1974)
- One of These Nights (1975)
- Their Greatest Hits (1976)
- Hotel California (1976)
- The Long Run (1979)
- Eagles Live (1980)
- Eagles Greatest Hits, Vol. 2 (1982)
- Hell Freezes Over (1994)
- Selected Works: 1972–1999 (2000)
- The Very Best Of (2003)
- Eagles (2005)

Szóló albumok:
- Airborne (1983)
- Road to Forever (2012)

Filmzenék
- Heavy Metal: Music From The Motion Picture (1981)
  - Track 6: "Heavy Metal (Takin' A Ride)" (#43 Billboard Hot 100)
  - Track 14: "All of You"
- Fast Times at Ridgemont High: Music From the Motion Picture (1982)
  - Track 10: "Never Surrender" (Don Felder és Kenny Loggins)
- The Slugger's Wife Soundtrack (1985)
  - Track 10: "Wild Life"
- Secret Admirer Soundtrack (1985)
  - Track 4: "She's Got A Part of Me"
- Nice Dreams Soundtrack (1985)
  - Track 4: "A Walk in the Garden"

## Eagles dalok

### Eagles dalok Felderrel mint társszerző
- "Visions" – One of These Nights (Don Felder & Don Henley)
- "Too Many Hands" – One of These Nights (Felder & Randy Meisner)
- "Victim of Love" – Hotel California (Felder, Henley, Glenn Frey & JD Souther)
- "Hotel California" – Hotel California (Felder, Henley & Frey)
- "The Disco Strangler" – The Long Run (Felder, Henley & Frey)
- "Those Shoes" – The Long Run (Felder, Henley & Frey)

### Eagles dalok Felderrel mint szólóénekes
- "Visions" – One of These Nights

## Fordítás
- Ez a szócikk részben vagy egészben  a   Don Felder című angol Wikipédia-szócikk fordításán alapul.  Az eredeti cikk szerkesztőit annak laptörténete sorolja fel. Ez a jelzés csupán a megfogalmazás eredetét és a szerzői jogokat jelzi, nem szolgál a cikkben szereplő információk forrásmegjelöléseként.